# Egeon (mjesec)
Egeon (poznat i kao S/2008 S 1 te Saturn LIII), Saturnov prirodni satelit. Otkriven je u fotografijama koje je 15. kolovoza 2008. snimila letjelica Cassini. Nazvan je po Egeonu, jednom od Hekatonhira.

## Orbitalna svojstva
Egeon orbitira unutar svijetlog segmenta Saturnovog G prstena te vjerojatno predstavlja značajan izvor materijala prstena.  Ostaci izbačeni s površine satelita formiraju svijetli luk u blizini unutarnjeg ruba nakon čega se rašire po ostatku prstena. Nalazi se u 7:6 rezonanci s Mimantom.